# غويلرمو هويت
غويلرمو هويت (بالإسبانية: Guillermo Huet)‏ هو لاعب رماية مكسيكي، (ولد في مدينة مكسيكو في المكسيك 1897  م).

## وصلات خارجية
- غويلرمو هويت على موقع أوليمبيديا (الإنجليزية)